# Heima
Heima (pol. W domu) – dokumentalne podwójne DVD dotyczące letniej trasy koncertowej w 2006 roku islandzkiego zespołu post-rockowego Sigur Rós. W czasie trasy zespół zagrał dwa duże koncerty w Reykjavíku (30 lipca) i Ásbyrgi (4 sierpnia), a także serię mniejszych (w Ólafsvíku, Ísafjörður, Djúpavíku, Háls, Öxnadalur oraz Seyðisfjörður).
Film miał swoją premierę w dniu otwarcia Reykjavík International Film Festival, tj. 27 września 2007. Wydawnictwo ukazało się 5 listopada 2007 roku w Islandii oraz 4 grudnia tego samego roku w północnej Ameryce.

## Lista utworów
Pierwsza płyta zawiera film wraz z komentarzami menedżera grupy, zaś drugie pełnowymiarowe utwory.

### DVD 1
1. "Intro"
2. "Glósóli"
3. "Sé Lest"
4. "Ágætis byrjun"
5. "Heysátan"
6. "Olsen Olsen"
7. "Von"
8. "Gítardjamm"
9. "Vaka"
10. "Á Ferð Til Breiðafjarðar Vorið 1922" (wraz z Steindórem Andersenem)
11. "Starálfur"
12. "Hoppípolla"
13. "Popplagið"
14. "Samskeyti"

### DVD 2
1. "Glósóli" – 9:15
2. "Memories of Melodies"
3. "Heysátan" – 5:05
4. "Sé Lest" – 11:26
5. "Gítardjamm" – 5:29
6. "Olsen Olsen" – 8:21
7. "Popplagið" – 15:44
8. "Á Húsafelli"
9. "Surtshellir" – 3:32
10. "Church" – 0:40
11. "Museum"
12. "Ágætis byrjun" – 6:55
13. "Þorrablót"
14. "Kvæðamannafélagið Iðunn"
15. "Á Ferð Til Breiðafjarðar Vorið 1922" (wraz ze Steindórem Andersenem) – 6:00
16. "Vaka" (Snæfell) – 5:50
17. "Dauðalagið" – 13:08
18. "Hoppípolla / Með Blóðnasir" – 7:12
19. "Starálfur" – 5:39
20. "Vaka" (Álafoss) – 5:21
21. "Heima" – 3:30
22. "Von" – 8:27
23. "Samskeyti" – 5:19
24. "Tour Diary"
25. "Credits"